# World Port Tournament 2003
Het World Port Tournament 2003 was een honkbaltoernooi gehouden in Rotterdam van 26 juni tot en met 6 juli.
De deelnemers waren Nederland, Cuba (titelverdediger), Taiwan, Eastern Connecticut SU en Zuid-Afrika.
Elk team speelde twee keer tegen elk ander team. De nummers één en twee speelden de finale.

## Wedstrijdprogramma
| 26 juni | Eastern Connecticut SU | Zuid-Afrika            | 3-6  |
| 26 juni | Cuba                   | Taiwan                 | 8-2  |
| 27 juni | Taiwan                 | Zuid-Afrika            | 11-3 |
| 27 juni | Nederland              | Eastern Connecticut SU | 3-1  |
| 28 juni | Taiwan                 | Nederland              | 0-5  |
| 28 juni | Eastern Connecticut SU | Cuba                   | 2-4  |
| 29 juni | Nederland              | Cuba                   | 2-1  |
| 29 juni | Zuid-Afrika            | Taiwan                 | 3-9  |
| 30 juni | Taiwan                 | Eastern Connecticut SU | 1-5  |
| 30 juni | Cuba                   | Zuid-Afrika            | 8-3  |
| 1 juli  | Cuba                   | Eastern Connecticut SU | 6-0  |
| 1 juli  | Zuid-Afrika            | Nederland              | 1-10 |
| 2 juli  | Zuid-Afrika            | Cuba                   | 0-11 |
| 2 juli  | Nederland              | Taiwan                 | 6-0  |
| 3 juli  | Taiwan                 | Cuba                   | 4-1  |
| 3 juli  | Eastern Connecticut SU | Nederland              | 0-12 |
| 4 juli  | Zuid-Afrika            | Eastern Connecticut SU | 2-3  |
| 4 juli  | Cuba                   | Nederland              | 1-7  |
| 5 juli  | Nederland              | Zuid-Afrika            | 7-1  |
| 5 juli  | Eastern Connecticut SU | Taiwan                 | 5-6  |

## Stand in de poule
| 1. | Nederland              |
| 2. | Cuba                   |
| 3. | Taiwan                 |
| 4. | Eastern Connecticut SU |
| 5. | Zuid-Afrika            |

## Finale
| 6 juli | Nederland | Cuba | 2-3 |

| Kampioen: CUBA (3de titel) |

## Persoonlijke prijzen
- Beste slagman: Manuel Benavides (Cuba)
- Beste pitcher: Vladimir Hernandez (Cuba)
- Homerun King: Tjerk Smeets (Nederland)
- Meest waardevolle speler: Railey Legito (Nederland)
- Meest populaire speler: Percy Isenia (Nederland)

1985 · 1987 · 1989 · 1991 · 1993 · 1995 · 1997 · 1999 · 2001 · 2003 · 2007 · 2009 · 2011 · 2013 · 2015 · 2017 · 2019